# Тетреби
Тетреби или шумске коке (лат. Tetraoninae) су потпородица породице фазана (Phasianidae) из реда кока (Galliformes). Класификација тетреб је подржана анализом секвевнци митохондријске ДНК, и користи је Америчка орнитолошка унија, , и други. Насељавају северну земљину полулопту, и то Европу, северну Азију и Северну Америку.

## Опис
Тетреби су птице јаче грађе. Дужина одраслих јединки различитих врста се креће од 31 до 95 cm, а маса од 0,3 до 6,5 kg. Присутан је полни диморфизам, мужјаци су већи и тежи од женки, а имају и живописније перје. На ногама имају перје до стопала, а зими и на стопалима. За разлику од других кока (Galliformes) немају мамузе. Хране се нискоенергичном храном, лишћем, изданцима, а неке врсте се хране и иглицама четинара. Храну узимају у великим количинама због чега имају велике вољке и желуце. Пилићи се углавном хране инсектима и другим бескичмењацима.

## Распрострањеност
Тетреби насељавају пределе северне полулопте, Европу, северну Азију и Северну Америку од Тексаса на југу до северног Гренланда на северу. Насељавају различита станишта, од четинарских шума до травнатих висоравни и планина, са умереном и субарктичком климом.

## Родови и врсте
- Род 
  - Сибирски тетреб
 
  - Смрчев тетреб
 
  - Франклинов тетреб
- Род  (плави тетреби)
  - Мрки тетреб
 
  - Гарави тетреб
- Род 
  - Северна снежница
 
    - Црвени тетреб
 [9]

  - Алпска снежница или снежна кока
 
  - Белорепа снежница или белорепи тетреб
- Род 
  - Тетреб рушевац или мали тетреб
 
  - Кавкаски тетреб
 
  - Велики тетреб или тетреб глуван
 
    - Кантабријски тетреб
 [9]

  - Црнокљуни тетреб
- Род 
  - Лештарка
 
  - Кинески тетреб
- Род 
  - Огрличаста лештарка
- Род 
  - Фазанорепи тетреб или гушати тетреб
 
  - Ганисонски тетреб
- Род 
  - Оштрорепи тетреб
 
    - Колумбијски оштрорепи тетреб
 [9]

  - Преријска кока или већа преријска кока
 
    - Атвотерова преријска кока
 [9]
    - Равничарска кока
 (Tympanuchus cupido cupido) (подврста је изумрла, 1932)†[9]

  - Мања преријска кока